# Ole Sørensen (polityk)
Ole Sørensen (ur. 16 października 1968 w Rudkøbingu) – duński polityk, samorządowiec, w latach 2001–2004 deputowany do Parlamentu Europejskiego.

## Życiorys
Kształcił się w zakresie zarządzania i rachunkowości. Zatrudniany jako konsultant i doradca podatkowy, prowadził też własną działalność gospodarczą.
Wstąpił o liberalnej partii Venstre, powoływany od 1994 na różne stanowiska w strukturach tego ugrupowania. W wyborach w 1999 kandydował do Parlamentu Europejskiego V kadencji. Mandat europosła objął w listopadzie 2001, zastępując Bertela Haardera. Należał do grupy Europejskich Liberałów, Demokratów i Reformatorów, pracował m.in. w Komisji Kontroli Budżetowej. W PE zasiadał do lipca 2004. W 2006 został radnym gminy Vesthimmerland, a w 2009 przeszedł do rady regionu Jutlandia Północna.